# Livio Vacchini
Livio Vacchini (* 27. Februar 1933 in Locarno; † 2. April 2007 in Basel) war ein Schweizer Architekt der Tessiner Architekturschule und Professor.

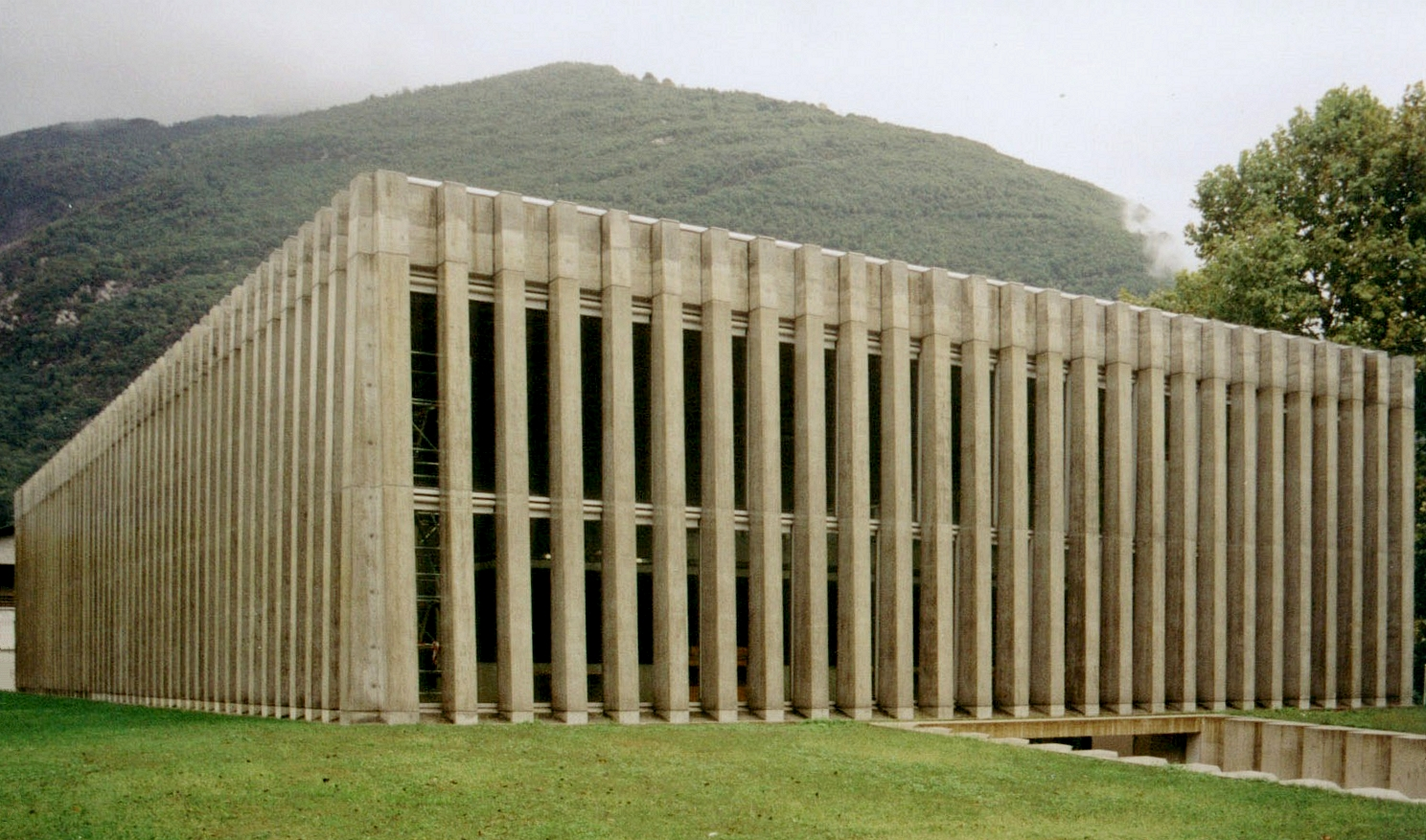
Palestra Caserma, Losone

## Werdegang
Livio Vacchini war Sohn des Mario Vittorio Giuseppe Ressiga-Vachini und der Rosa Maria Gurgo. Er studierte von 1953 bis 1958 an der ETH Zürich bei Rino Tami. Nach einem Aufenthalt in Stockholm und Paris von 1959 bis 1961 gründete er sein eigenes Architekturstudio in Locarno. Er arbeitete u. a. eng mit Luigi Snozzi und Aurelio Galfetti zusammen. Sein Werk wurde geprägt von der griechischen Antike und vom italienischen Rationalismus, zudem von den Architekten Ludwig Mies van der Rohe, Arne Jacobsen, Louis I. Kahn und Rudolf Schwarz. Von 1995 bis 2001 betrieb er zusammen mit Silvia Gmür ein weiteres Büro in Basel.
Zu Vacchinis wichtigsten Werken gehören die Schulen in Locarno, Losone und Montagnola sowie das Postzentrum in Locarno, die Mehrzweckhalle in Losone und die Neugestaltung des «Piazza del Sole» in Bellinzona. Internationale Aufmerksamkeit errang er auch mit dem Bau der neuen Architekturschule im französischen Nancy.
Unter Fachleuten waren seine letzten größeren Bauwerke wegen Formalismus stärker umstritten. Dazu gehörten das Hauptpostgebäude in Locarno von 1996, die Turnhalle der Kaserne in Losone von 1997 und das 2003 entstandene, von einem Stahlgitter umhüllte, Geschäftshaus «La Ferriera» im «Quartiere Nuovo» von Locarno.
Vacchini war Mitglied der so genannten Tendenza und wurde 1975 mit der Zürcher Ausstellung «Architektur des Aufbegehrens» international bekannt. Zusammen mit seinen Kollegen Mario Botta, Aurelio Galfetti, Luigi Snozzi und weiteren Tessiner Architekten engagierte er sich gegen die Zersiedlung des Schweizer Kantons Tessin.
Er hatte Gastprofessuren inne an der ETH Zürich (1976) und an der Polytechnischen Universität Mailand (1982).

## Bauwerke

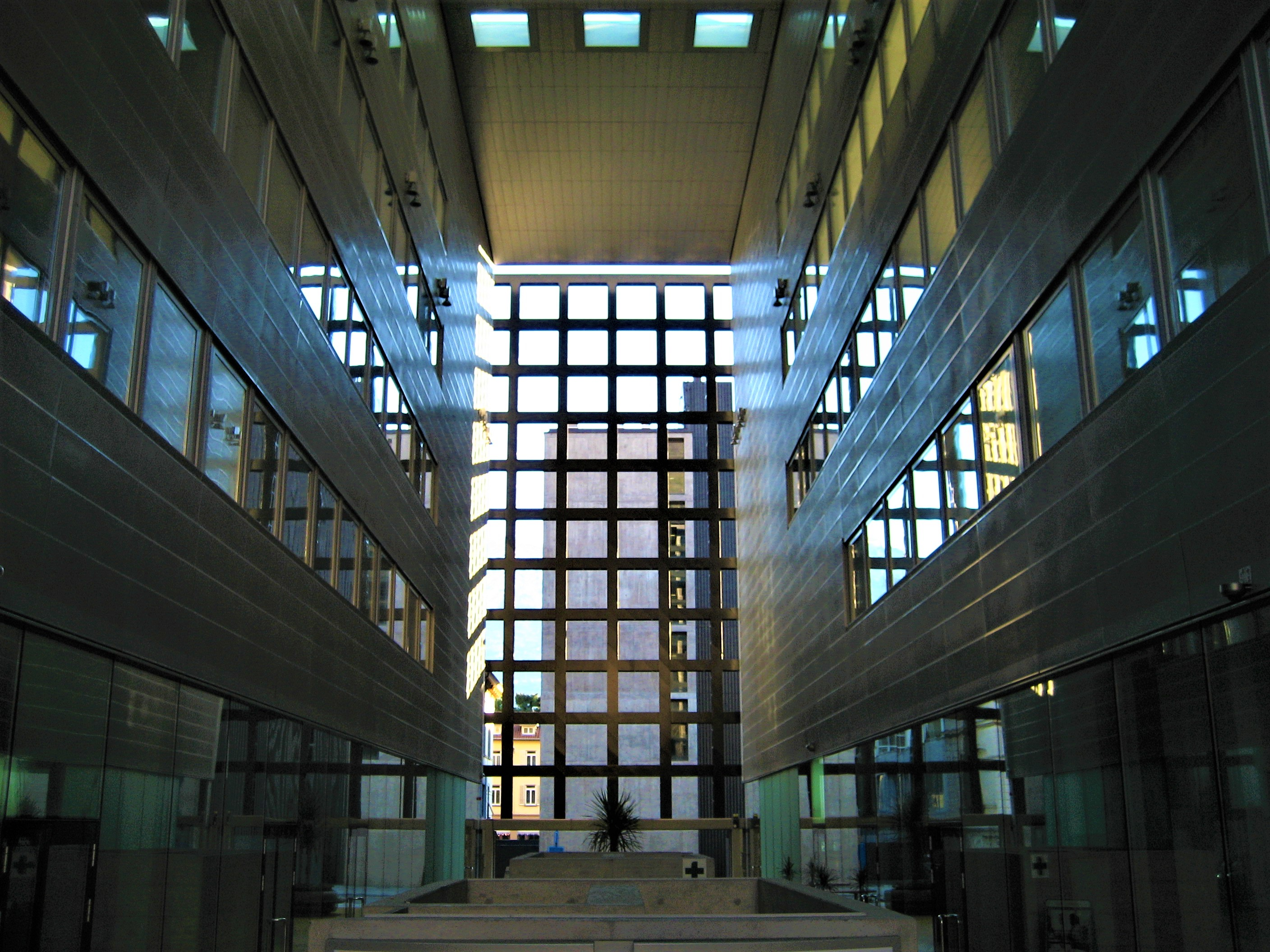
Ferriera Locarno

Vacchinis Bauten wurden u. a. von Alberto Flammer fotografiert.

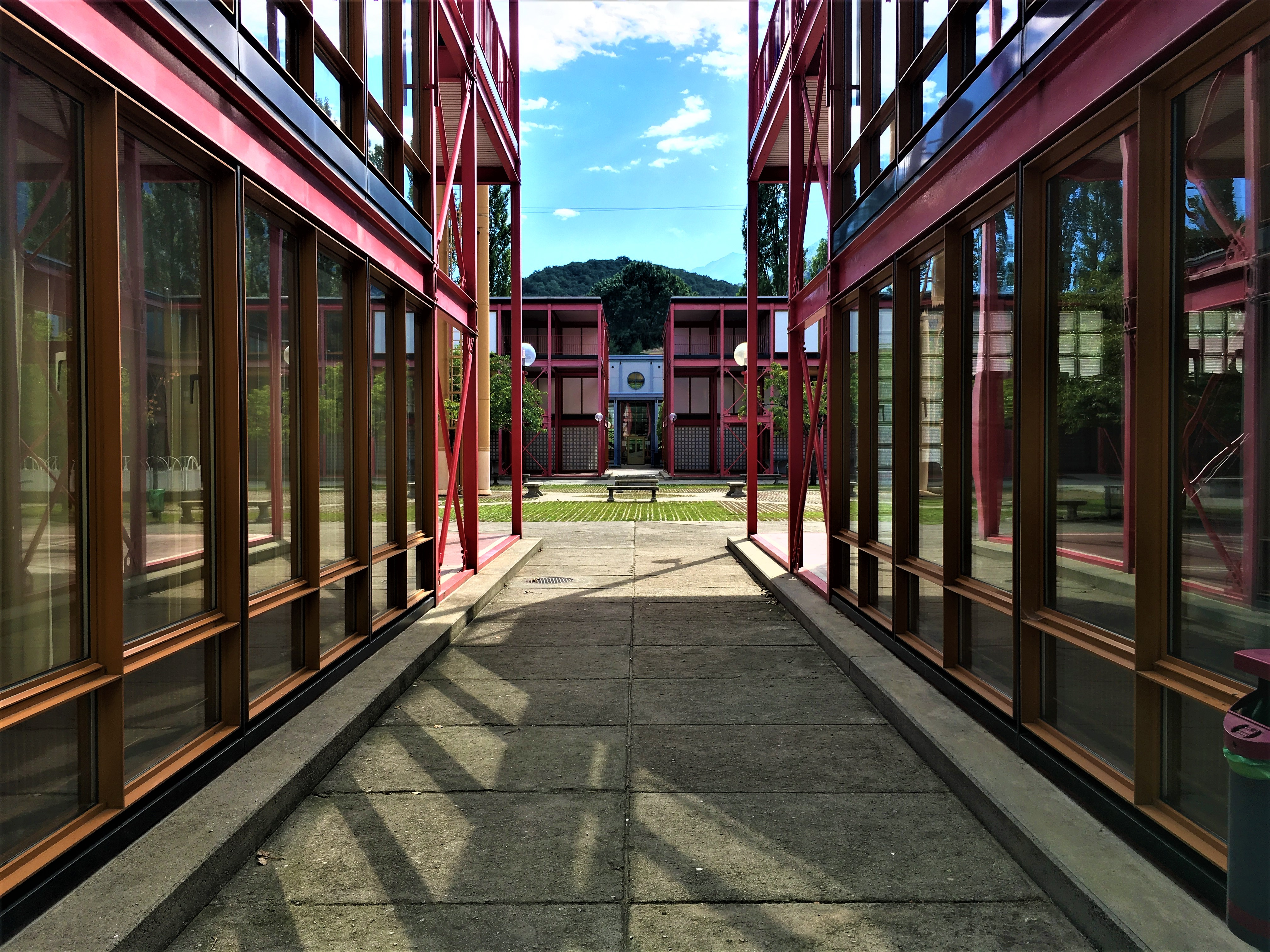
Mittelschule Losone

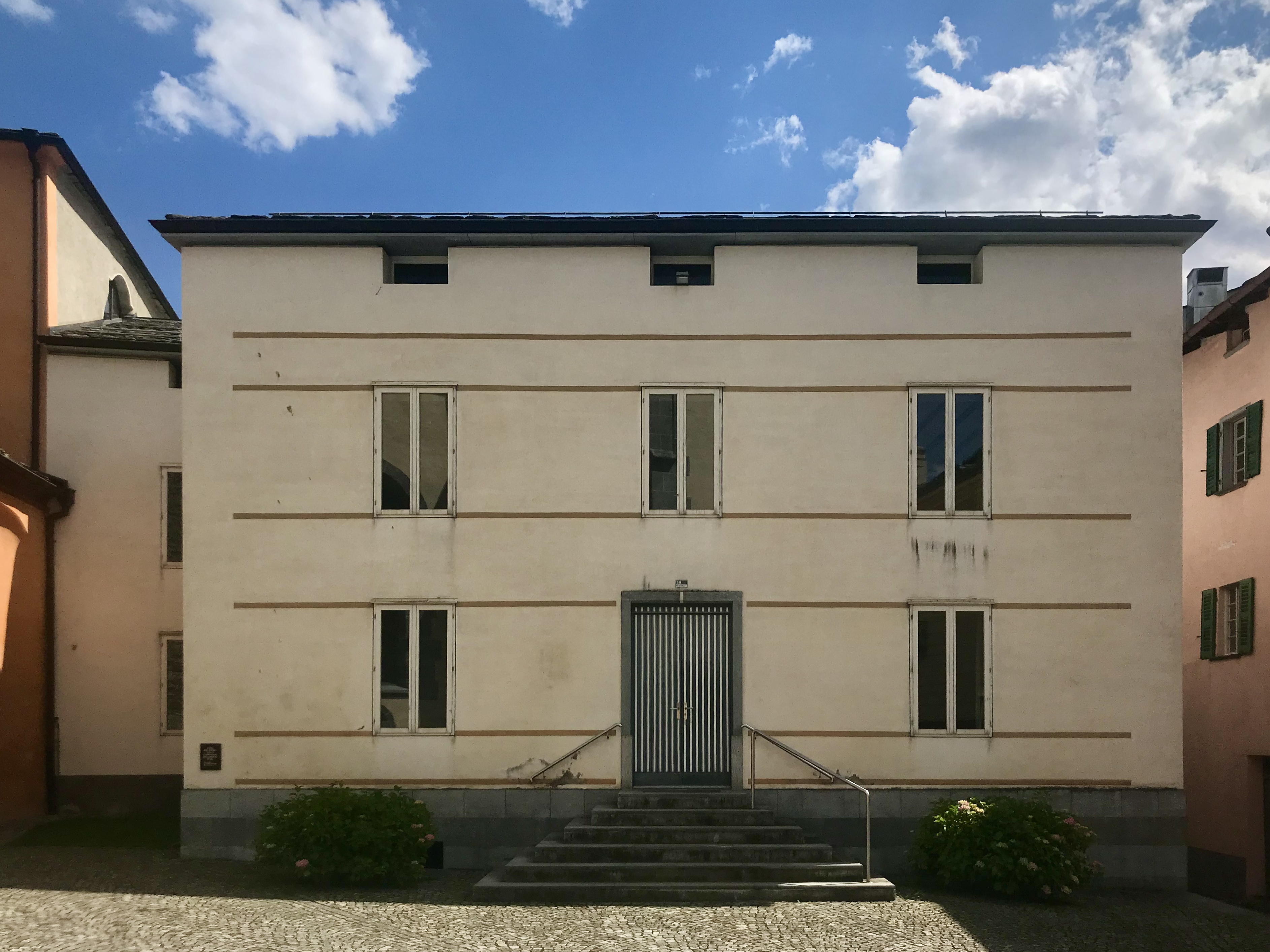
Katholisches Pfarreizentrum Poschiavo

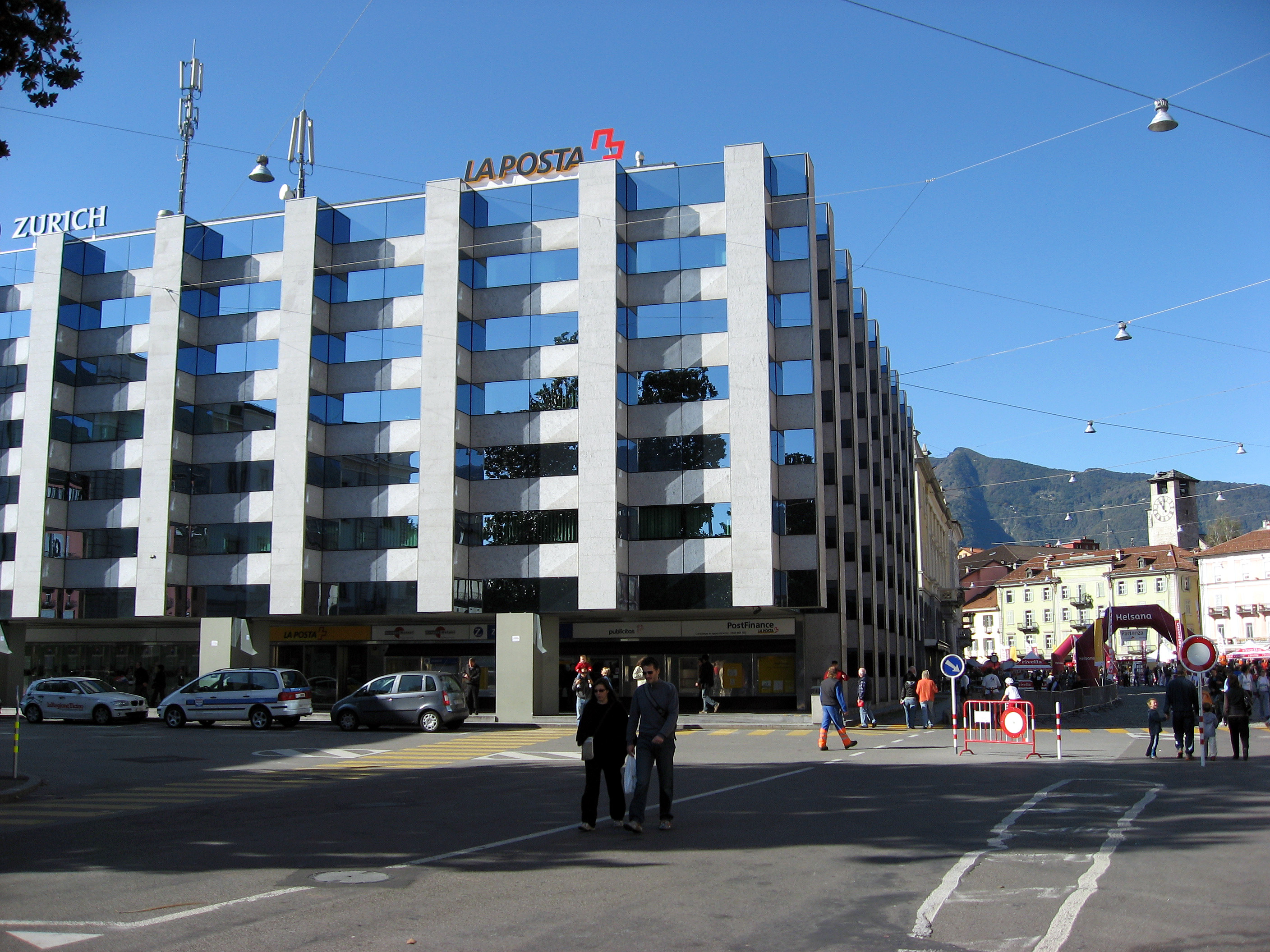
Hauptpost Locarno

- 1965–1966: Wohnblock in Locarno-Saleggi, Locarno
- 1964–1966: Casa Snider, Verscio mit Luigi Snozzi und Ingenieur Alessandro Rima[5]
- 1972–1975: Mittelschule, Ascona
- 1976: Mittelschule, Losone mit Aurelio Galfetti
- 1972–1979: Scuole elementari comunali, Locarno
- 1975–1977, 2000: Kaufhaus Centro Macconi, Lugano
- 1982: Grundschule «Collina d’Oro», Montagnola
- 1982–1985: Katholisches Pfarreizentrum Poschiavo mit Prospero Gianoli[6]
- 1982–1987: Strandbad, Ascona (Lido)
- 1983–1985: Haus Fumagalli, Ascona
- 1984–1985: Atelier Vacchini, Locarno
- 1985–1987: Haus Rezzonico, Vogorno
- 1992: Haus Vacchini, Tenero-Contra
- 1995: Haus Aurora, Lugano
- 1994–1995: Architekturschule, Nancy mit Giorgio und Michele Tognola und Künstler Felice Varini[7]
- 1996: Hauptpost, Locarno
- 1998: Krankenhaus Kanton, Basel mit Silvia Gmür
- 1998: Filiale Kantonalbank des Kantons Tessin, Brissago
- 1995–1997: Mehrzweckhalle (Palestra Caserma), Losone
- 1992–2000: Bettenhaus D, Kantonsspital Graubünden, Chur mit Silvia Gmür
- 1999–2002: Bettenhaus C, Kantonsspital Graubünden, Chur mit Silvia Gmür
- 2002: Kantonsspital Basel Klinikum 1 West, Basel mit Silvia Gmür
- 2000–2003: La Ferriera, Locarno
- 2003–2009: Centro cantonale di termovalorizzazione dei rifiuti (Müllverbrennungsanlage), Giubiasco

## Ehrungen und Preise
- 1992: Ausstellung im Schweizerischen Architekturmuseum Basel[8]
- 1997: Architekturpreis Beton für die Mehrzweckhalle von Losone
- 1999: Nominierung - Mies van der Rohe Award for European Architecture für die Mehrzweckhalle, Losone
- 2001: Dokumentarfilm “Livio Vacchini. La sala polivalente di Losone” von Adriano Kestenholz wurde auf dem Festival international du film d’art et pédagogique in Paris mit dem „Grand Prix de la Qualité de l’image“ geehrt
- 2001: Auszeichnung für gute Bauten Graubünden für das Bettenhaus D des Rhätischen Kantons- und Regionalspitals, Chur mit Silvia Gmür
- 2005: Europäischer Stahlbaupreis für Geschäftshaus «La Ferriera», Locarno

## Zitate
- „Ein guter Architekt lügt. Probleme, die entstehen, lässt er verschwinden.“[9]

## Ehemalige Mitarbeiter
- 1966–1969: Walter von Euw
- 1977–1979: Thomas Pfister
- 1984–1986: Giorgio Tognola[7]
- Michele Tognola[10]